# واستمورلند
واستمورلند هي مقاطعة تقليدية تقع شمال غرب إنجلترا وواحدة من 39 مقاطعة تقليدية تاريخية إنجليزية، أصبحت مقاطعة إدارية من 1889 حتى 1974 أين تم دمجها مع مقاطعة كامبرلاند وأجزاء من مقاطعة لانكشر و مقاطعة يوركشاير لتشكيل المقاطعة التي تعرف حاليا باسم كمبريا.
عاصمتها كانت أبليبي وتقرر في 1974 تغيير اسمها إلى أبليبي-إن-ويستمورلاند للحفاظ على ذكرى المقاطعة.

## أعلام
- هوراس تشانغ
- هاورد ستونتن
- جون ويلسون